# Hark
Hark (perz. خارک, također i Harg ili Kark) je otok smješten u Perzijskom zaljevu odnosno iranskoj Bušeherskoj pokrajini. Otok ima površinu od 20 km² i proteže se duljinom od 6 km u smjeru sjever-jug. Od kopna je udaljen približno 30 km, od luke Bušeher oko 55 km, a 3,5 km prema sjeveru nalazi se otok Harku. Zbog pogodnih batimetrijskih osobna odnosno blizine Bušeheru i naftom bogatom Huzestanu, na otoku su smješteni veliki energetski terminali s kojih Iran izvozi oko 98% nafte. Navedena postrojenja bila su privremeno oštećena prilikom iransko-iračkog rata. S ostatkom zemlje Hark je povezan manjim lukama na istočnoj obali odnosno Zračnom lukom Hark na sjeveru koja se koristi za tuzemne letove. Hark naseljava oko 10.000 stanovnika i njegovo najveće naselje jest istoimeni gradić Hark u kojem je prema popisu stanovništva iz 2006. godine živjelo 8196 ljudi. Na otoku su 2008. godine pronađeni epigrafski perzijski klinopisi iz ahemenidskog razdoblja koji govore o ugodnom životu uz korištenje bunara što svjedoči o njegovoj 2500-godišnjoj naseljenosti.

## Poveznice
- Harku
- Perzijski zaljev
- Popis iranskih otoka

## Vanjske poveznice
|  | Zajednički poslužitelj ima još gradiva o temi Hark |

- (perz.) Službene stranice općine Hark